# 赤2号

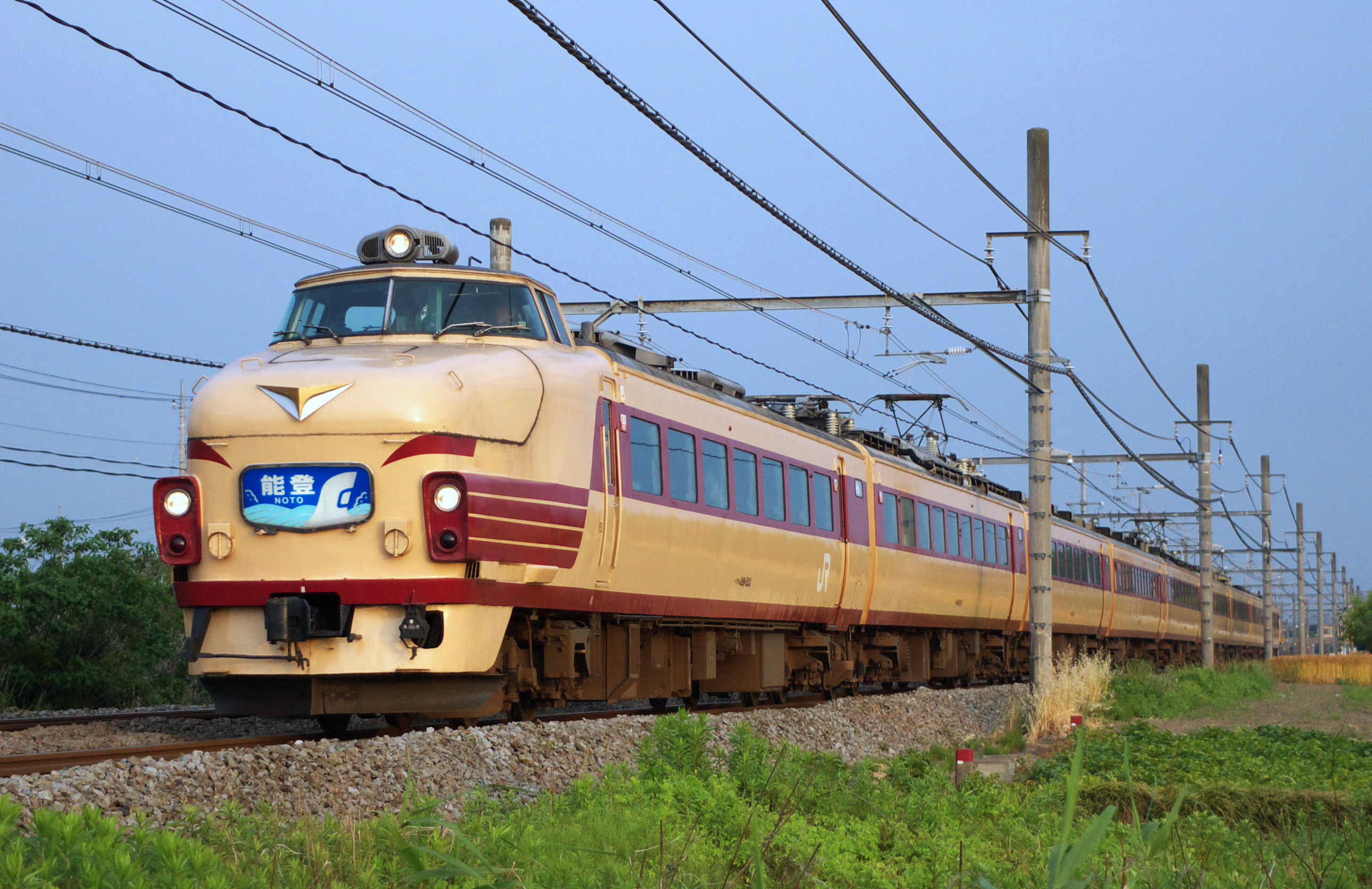
国鉄特急形電車では、窓周りやライトケースに赤2号を使用している。

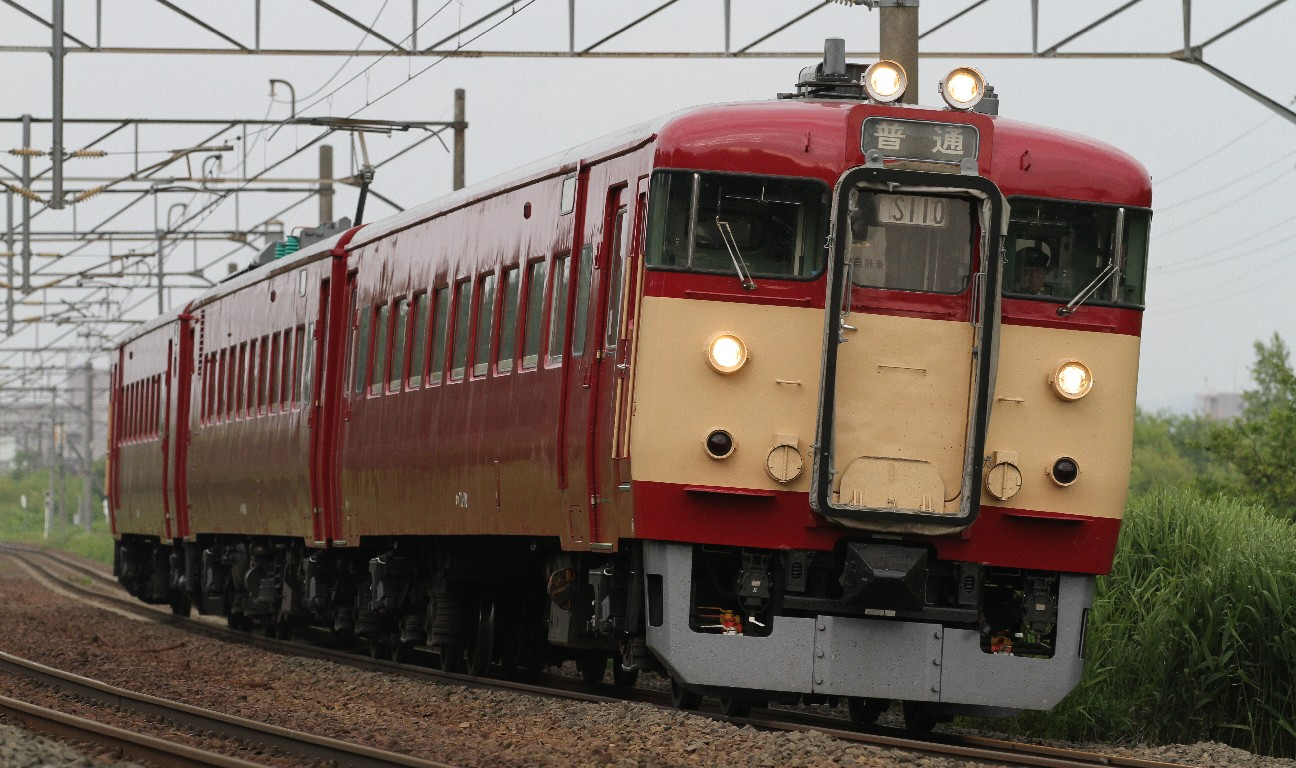
赤2号を地色とした711系電車（復元）。

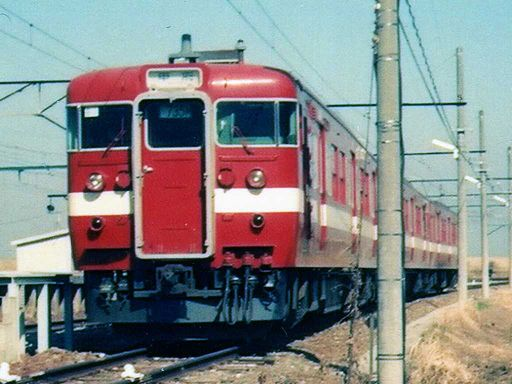
赤2号を地色とした身延線用115系電車。

赤2号（あか2ごう）は、日本国有鉄道（国鉄）が定めた色名称の1つである。

## 概要
深い赤色で、「えんじ」「ワインレッド」とも呼ばれる。
1954年にキハ01形レールバスの裾色として制定されたのが最初である。その後、交流電気機関車と交流電車の地色にも採用されたほか、1958年に登場した151系特急形電車など、いわゆる「特急色」の窓周りにも使用された。1960年代には、信越本線の新潟地区に投入された70系電車に、いわゆる「新潟色」として降雪時の視認性向上のため、黄5号との組み合わせで使用された。
また、1977年には50系客車の塗装として採用された。さらに1981年には身延線用115系電車の地色にも採用され、1985年に登場した北陸本線向けの419系、471系、475系、413系でも採用されたが、50系以外は国鉄分割民営化後に塗装変更が行われ消滅している。
交流電気機関車以外では、EF81形の塗装でも採用されており、関門トンネル通過用の400番台のうち6両がこの塗装で登場したが、1年ほどで本来の交直流電源対応機関車標準色である赤13号に戻されている。その後JR東日本保有車両では退色防止の観点から一部の車両を除き、保有するEF81がこの色に変更されている。
JR西日本北陸地区では七尾線の電車において、2010年以降の新塗装で用いられる色（赤一色塗装）も、この色に近い色合いである。

## 使用車両
- 国鉄の交流電気機関車・特急形電車・気動車各形式
- 国鉄キハ01系気動車
- 国鉄791系電車
- 国鉄70系電車（新潟地区）
- 国鉄711系電車
- 国鉄115系電車（身延線・新潟地区復刻塗装）
- クモユニ143形電車（身延線）
- 国鉄419系電車（北陸本線）
- 国鉄413系電車（北陸本線）
- 国鉄471・475・457系電車（北陸本線）
- 国鉄50系客車
- 国鉄EF81形電気機関車（400番台・JR東日本保有車）
- JR東日本E653系電車（国鉄特急色）
- 青函連絡船・羊蹄丸（2代目）
- JR東日本クモヤ743形電車

## 近似色
- 赤
- えんじ色
- 近鉄マルーン（マルーンレッド） - 7000・7020系及び、シリーズ21を除く近畿日本鉄道の通勤形車両の窓周りの色で、かつては車体全体がこれ1色だった。
- 京阪電気鉄道の特急用車両の旧塗装の下半色。
- 西鉄ボンレッド - 西日本鉄道の2000形以降の車両に採用された帯色。